# Shari Lapena
Shari Lapena, née en 1960, est une romancière et novelliste canadienne.

## Œuvre
- Things Go Flying (2008)
- Happiness Economics (2011)
- The Couple Next Door (2016), traduit en français par Valérie Le Plouhinec sous le titre Le Couple d'à côté (2017)
- A Stranger in the House (2017), traduit en français par Valérie Le Pouhinec sous le titre L'Étranger dans la maison (2019)
- An Unwanted Guest, traduit en français par Céline Cruickshanks sous le titre Un assassin parmi nous[1] (2018)
- Someone We Know (2019), traduit en français par Valérie Le Plouhinec sous le titre Une voisine encombrante (2021)
- The End of Her (2020), traduit en français par Romane Lafore sous le titre En seconde noces, Presses de la Cité (2023)
- Not a Happy Family (2021), traduit en français par Romane Lafore sous le titre Repas de famille, XO (2024)
- Everyone Here Is Lying (2023), traduit en français par Romane Lafore sous le titre Le Mensonge de trop, XO (2025)
- She Didn't See It Coming (2025),